# 黃昏特快號列車
曙光特快号（英语：Twilight Express）是一列由西日本旅客铁道所经营的、曾经运行于大阪站到札幌站的临时卧铺特急列车。作为面向一般乘客发售的临时列车，自2015年3月12日始发站起停运，之后作为旅游专用列车在同年3月22日向大阪站运行(已停駛)。

## 概要
「曙光特快」（日语： Twilight Express */?）是一列由西日本旅客鐵道所經營的臨時臥舖特急列車。该车于1989年7月21日开始运营。运行初期因为是旅行社企划商品而编入的团体专用列车，所以特急券和卧铺券不对外销售。从同年12月开始，该车变更为临时列车，开始面向大众销售特急券和卧铺券。
列车名源自トワイライト（Twilight）意为出发日的夕阳和第二天拂晓时刻黎明场景，香港使用譯名「晨曦特急」。
本列车由于是按照临时列车方式运营，在JR集团共通的车辆预约状况搜索网站“JRサイバーステーション （页面存档备份，存于）”上属于搜索对象之外因而无法检索，席位空缺状况需要通过车站绿色窗口等方式直接确认（亦存在例外情况，北海道旅客铁道在其官方网站上曾经提供空缺席位查询服务，不过仅限札幌始发的B等卧铺，之后该服务也很快结束）。
曙光特快往返於大阪與札幌之間，是日本行駛區間最長的通宵服務列車。根據上下行的不同，從大阪發車約行駛1,495.7km，需時22小時；從札幌發車約行駛1,508.5km，需22小時45分。這是因為上行列車會繞行函館本線的砂原支線。
此列車在淡季並非每天行駛，大阪發車的班次在每週一、週三、週五及週六發車行駛，札幌發車的班次在每週二、週四、週六及週日發車行駛。黃金週、暑假（六月中旬至八月中旬）、歲末年初（新曆年）及札幌雪祭等旺季則每天發車行駛。
列車離開大阪時間是11:50，並在新大阪、京都、敦賀、福井、金澤、高岡、富山、直江津和長岡停靠，進入北海道以前最後的上下乘客車站是新津。在北海道的第一站是在07:17停靠的洞爺，列車停靠另外四個站後在09:52到達札幌。
JR西日本於2014年5月28日宣佈，由於車體老舊，曙光特快將於2015年3月14日起停駛，在停駛前為因應大量搭車人潮，除了配合北海道新幹線工程而停開外，加開班次為每天對開發車。停駛之後其中一列車廂運送到梅小路蒸氣火車博物館收藏，待2016年春季改建為京都鐵道博物館完工後展出。另外在2017年曙光特快瑞風號列車上路行駛前，也會以「特別的曙光特快」為名暫時接受團體包租，在JR西日本的營業轄區內行駛。而「特別的曙光特快」2016年已停駛。

## 營運狀況
營運經過東海道本線（JR京都線）、湖西線、北陸本線、信越本線、羽越本線、奥羽本線（日本海縦貫線）、津軽線、海峡線、江差線（津軽海峡線共用路段）、函館本線、室蘭本線、千歳線，共計12條
過去除正班車外，亦有團體專用列車運行，並有EF65牽引紀錄。
正班車在大阪札幌發車抵達時，車內放送會播放「いい日旅立ち」，另外，過去有播放過「三都物語」。

### 停車站
大阪站 - 新大阪站 - 京都站 - 敦賀站 - 福井站 - 金澤站 - 高岡站 - 富山站 - 直江津站 - 長岡站 - 新津站 - 洞爺站 - 東室蘭站 - 登別站 - 苫小牧站 - 南千歳站 - 札幌站 (不含運轉停車)

### 牽引機車
- EF81型電力機車

大阪至青森間使用，原則上使用與客車同塗裝車輛牽引，但與一般塗色作共同運用。
- ED79型電力機車

青森至五稜郭間使用，與北斗星號和仙后座號共同使用。
- DD51型柴油機車

五稜郭至札幌間牽引，與北斗星號和仙后座號共同使用。

### 車輛編成
來自於日本國鐵24系25型客車，塗裝從原有的藍色改為深綠色，共三列編成
| 車號      | 1       | 2       | 3 | 4 | 5     | 6     | 7    | 8 | 9 |      |
| --------- | ------- | ------- | - | - | ----- | ----- | ---- | - | - | ---- |
| 禁菸/吸菸 |         |         | × | × | ×     |       |      | × |   |      |
| 座席類別  | SA1 SA2 | SA1 SA2 | D | S | B1 B2 | B1 B2 | B2 L | B | B | EG/C |